# Rampfeber (TV-program)

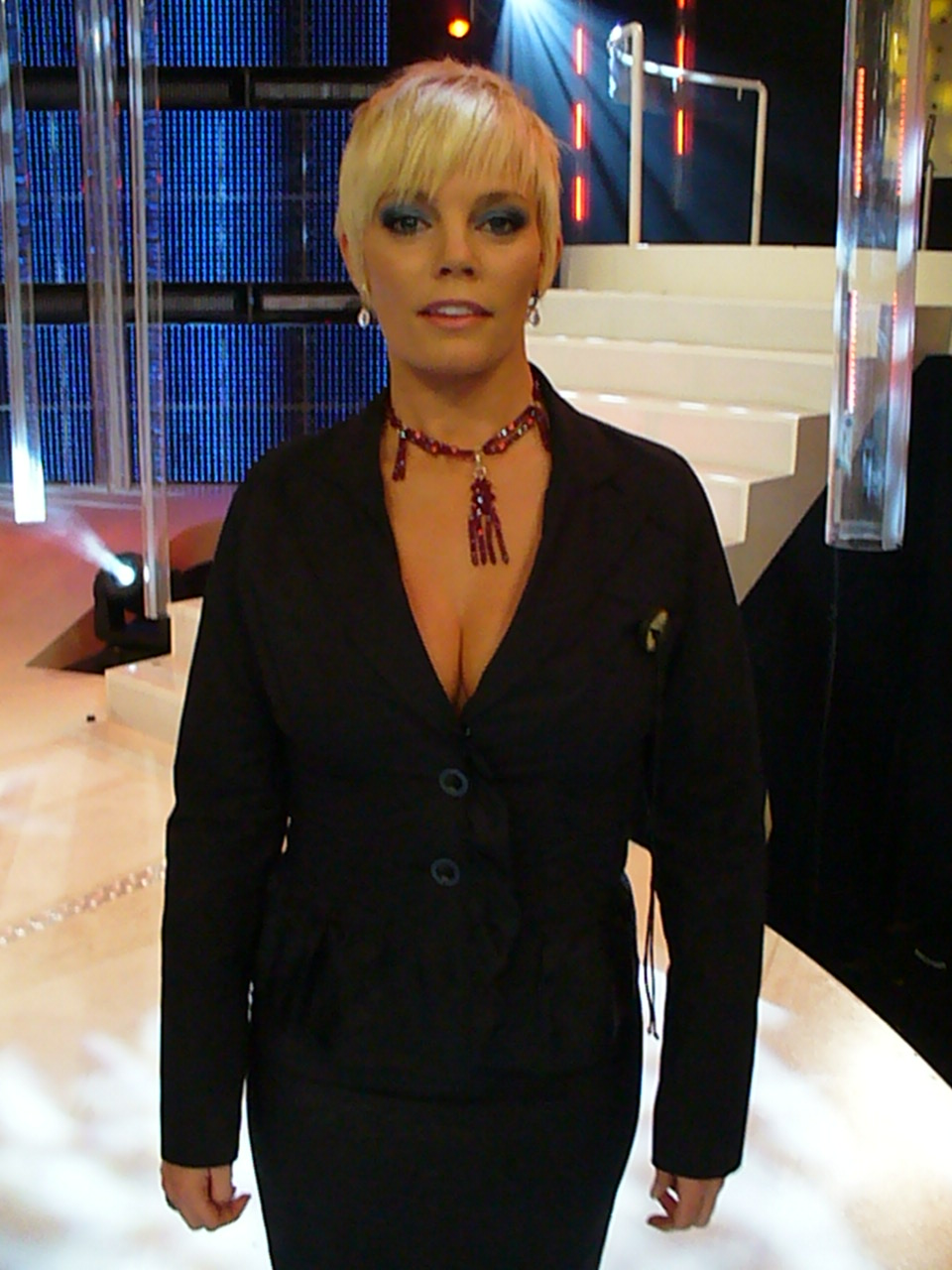
Gry Forssell - den ena programledaren.

Rampfeber var ett TV-program i TV 4, producerat av Mastiff, som sändes under perioden 17 mars-19 maj 2006 .
Programmets idé var att kända svenskar utan tidigare erfarenhet av sång fick sjunga duett med varsin känd svensk sångare. Programledare var Gry Forssell och Ulrika Eriksson. Kayo Shekoni var en av tre jurymedlemmar.

## Avsnitt, tävlande och sångerna de sjöng

### 1 "Förfest"
- Mikael Rickfors och Marika Lagercrantz. All Night Long, Lionel Richie.
- Martin Björk och Petra "September" Marklund. Wonderwall, Oasis.
- Magnus Hedman och Pernilla Wahlgren. Sitting on the Dock of the Bay, Otis Redding.

### 2. Tema: "Legender".
- Peter Wahlbeck och Lotta Engberg.  Islands in the Stream.
- Bingo Rimér och Lutricia McNeal. Proud Mary.
- Suzanne Sjögren och Magnus Bäcklund. Can't Stop This Thing We Starte.

### 3. Tema: "Sommartid".
- Fredde Granberg och Sahlene. Conga, Gloria Estefan & the Miami Sound Machine.
- Claes Malmberg och Roger Pontare. Gimme Some Lovin, The Spencer Davis Group.
- Peter Magnusson och Jessica Andersson. Summer Night City, Abba.

### 4. Tema: "One hit wonders".
- Amanda Renberg och Papa Dee. Tainted Love. Soft Cell.
- Runar Sögaard och Elin Lanto, Live is Life. Opus.
- Tony Irving och Arja Saijonmaa. It's Raining Men. The Weather Girls.

### 5. Tema: "1980-talet".
- Tobbe Blom och Kikki Danielsson. 9 to 5. Dolly Parton.
- Ulf Larsson och Joacim Cans. We're Not Gonna Take It. Twisted Sister.
- Glenn Hysén och Linda Bengtzing. Som stormen river öppet hav. Susanne Alfvengren och Mikael Rickfors.

### 6. Tema: "Film".
- Lasse Anrell och Anna Book. (I've Had) the Time of My Life, Bill Medley & Jennifer Warnes, ur filmen Dirty Dancing.
- Kim Martin och Sandra Dahlberg. I Love Rock 'n' Roll'. Joan Jett & the Blackhearts, bland annat ur filmen Crossroads (där Britney Spears version av sången var med)
- Tina Thörner och Andrés Esteche. Born to be Wild. Steppenwolf, ur filmen Easy Rider.

### Semifinal 1.
- Bingo Rimér och Lutricia McNeal. Can't Stop this Thing We Started.
- Runar Sögaard och Elin Lanto, Under ytan. Uno Svenningsson.
- Magnus Hedman och Pernilla Wahlgren. Larger than Life. Backstreet Boys.

### Semifinal 2.

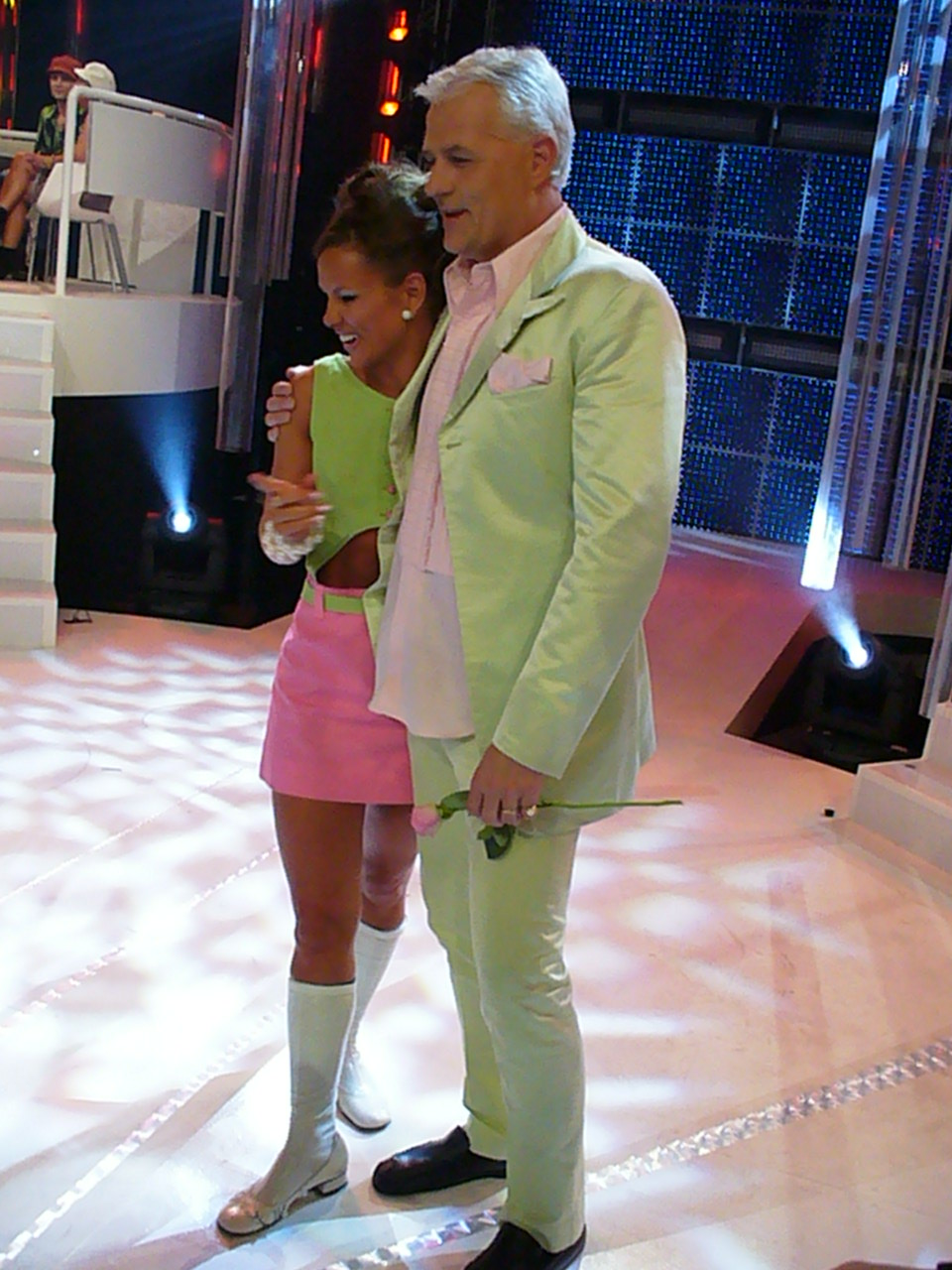
Linda Bengtzing och Glenn Hysén efter segern i semifinalen.

- Claes Malmberg och Roger Pontare. It's not Unusual, Tom Jones.
- Peter Wahlbeck och Lotta Engberg.  Bang en boomerang, Svenne & Lotta.
- Glenn Hysén och Linda Bengtzing. Det börjar verka kärlek banne mig. Claes-Göran Hederström.

### Semifinal 3.
- Tony Irving och Arja Saijonmaa. Strong Enough. Cher.
- Tobbe Blom och Kikki Danielsson. You're the One that I Want. Olivia Newton-John & John Travolta.
- Tina Thörner och Andrés Esteche. Dead ringer for Love. Meat Loaf & Cher.

### Final.

#### Omgång 1
- Glenn Hysén och Linda Bengtzing. Ring ring (bara du slog en signal). Abba.
- Magnus Hedman och Pernilla Wahlgren. Beauty and the Beast, Celine Dion & Peabo Bryson.
- Tina Thörner och Andrés Esteche. You Give Love a Bad Name, Bon Jovi.

#### Omgång 2
- Tina Thörner och Andrés Esteche. Born to be Wild. Steppenwolf
- Magnus Hedman och Pernilla Wahlgren. All Night Long, Lionel Richie.
- Glenn Hysén och Linda Bengtzing. Det börjar verka kärlek banne mig, Claes-Göran Hederström.

### Segrare 2006
Tina Thörner och Andrés Esteche